# Eugenys clavellata
Eugenys clavellata är en tvåvingeart som beskrevs av Quate 1996. Eugenys clavellata ingår i släktet Eugenys och familjen fjärilsmyggor.
Artens utbredningsområde är Costa Rica. Inga underarter finns listade i Catalogue of Life.